# Copa Mundial de Béisbol Sub-15 de 2014
La Copa Mundial de Béisbol Sub-15 de 2014 fue una competición de béisbol internacional que se disputó en Mazatlán, México, del 29 de julio al 7 de agosto de 2016.

## Participantes
Los siguientes 18 equipos calificaron para el torneo. Entre paréntesis, su posición en el ranking para el 2016ː
| Competición    | Sede    | Plazas | Clasificados                                          |
| -------------- | ------- | ------ | ----------------------------------------------------- |
| País anfitrión | Lausana | 1      | México                                                |
| América        |         | 6      | Estados Unidos Cuba Brasil Venezuela Panamá Argentina |
| Asia           |         | 3      | Japón China Taipéi Hong Kong                          |
| Europa         |         | 4      | República Checa Italia Alemania Lituania              |
| Oceanía        |         | 2      | Australia Nueva Zelanda                               |
| África         |         | 1      | Sudáfrica                                             |
| WBSC           |         | 1      | Team WBSC                                             |
| TOTAL          |         |        | 18                                                    |

## Formato
Los 18 equipos clasificados fueron divididos en tres grupos de seis equipos cada uno. Se jugó con el sistema de todos contra todos.
Para la segunda ronda los dos mejores de cada grupo clasifican a la Súper ronda; y los cuatro peores clasifican a la Ronda de consolación. En esta fase, se arrastra los resultados obtenidos entre los dos equipos de cada grupo; y se pasan a disputar partidos contra los equipos del otro grupo, para completar cinco partidos. 
Los dos primeros de la Súper ronda disputan la final, y los ubicados en el tercer y cuarto lugar, disputan la medalla de bronce.

## Ronda de apertura

### Grupo A
| Equipo          | G | P | Av    | Dif | CA | CP |
| --------------- | - | - | ----- | --- | -- | -- |
| China Taipéi    | 5 | 0 | 1.000 | -   |    |    |
| México          | 4 | 1 | .800  | 1   |    |    |
| Brasil          | 3 | 2 | .600  | 2   |    |    |
| Italia          | 2 | 3 | .400  | 3   |    |    |
| República Checa | 1 | 4 | .200  | 4   |    |    |
| WBSC            | 0 | 5 | .000  | 5   |    |    |

     – Jugarán Segunda Ronda.
     – Jugarán Ronda de Consolidación 7° al 12°.
     – Jugarán Ronda de Consolidación 13° al 18°.

### Grupo B
| Equipo         | G | P | Av    | Dif | CA | CP |
| -------------- | - | - | ----- | --- | -- | -- |
| Estados Unidos | 5 | 0 | 1.000 | -   |    |    |
| Panamá         | 4 | 1 | .800  | 1   |    |    |
| Japón          | 3 | 2 | .600  | 2   |    |    |
| Alemania       | 2 | 3 | .400  | 3   |    |    |
| Nueva Zelanda  | 1 | 4 | .200  | 4   |    |    |
| Sudáfrica      | 0 | 5 | .000  | 5   |    |    |

     – Jugarán Segunda Ronda.
     – Jugarán Ronda de Consolidación 7° al 12°.
     – Jugarán Ronda de Consolidación 13° al 18°.

### Grupo C
| Equipo    | G | P | Av    | Dif | CA | CP |
| --------- | - | - | ----- | --- | -- | -- |
| Cuba      | 5 | 0 | 1.000 | -   |    |    |
| Venezuela | 4 | 1 | .800  | 1   |    |    |
| Australia | 3 | 2 | .600  | 2   |    |    |
| Argentina | 2 | 3 | .400  | 3   |    |    |
| Hong Kong | 1 | 4 | .200  | 4   |    |    |
| Lituania  | 0 | 5 | .000  | 5   |    |    |

     – Jugarán Segunda Ronda.
     – Jugarán Ronda de Consolidación 7° al 12°.
     – Jugarán Ronda de Consolidación 13° al 18°.

## Ronda de Consolidación

### Consolidación 7° al 12°
| Equipo    | G | P | Av    | Dif | CA | CP |
| --------- | - | - | ----- | --- | -- | -- |
| Japón     | 5 | 0 | 1.000 | -   |    |    |
| Brasil    | 4 | 1 | .800  | 1   |    |    |
| Australia | 3 | 2 | .600  | 2   |    |    |
| Argentina | 2 | 3 | .400  | 3   |    |    |
| Alemania  | 2 | 3 | .400  | 3   |    |    |
| Italia    | 0 | 5 | .000  | 5   |    |    |

### Consolidación 13° al 18°
| Equipo          | G | P | Av    | Dif | CA | CP |
| --------------- | - | - | ----- | --- | -- | -- |
| República Checa | 5 | 0 | 1.000 | -   |    |    |
| WBSC            | 4 | 1 | .800  | 1   |    |    |
| Nueva Zelanda   | 3 | 2 | .600  | 2   |    |    |
| Sudáfrica       | 2 | 3 | .400  | 3   |    |    |
| Hong Kong       | 1 | 4 | .200  | 4   |    |    |
| Lituania        | 0 | 5 | .000  | 5   |    |    |

## Súper ronda
| Equipo         | G | P | Av    | Dif | CA | CP |
| -------------- | - | - | ----- | --- | -- | -- |
| Estados Unidos | 5 | 0 | 1.000 | —   |    |    |
| Cuba           | 3 | 2 | 0.600 | 2   |    |    |
| Venezuela      | 2 | 3 | 0.400 | 3   |    |    |
| China Taipéi   | 2 | 3 | 0.400 | 3   |    |    |
| México         | 2 | 3 | 0.400 | 3   |    |    |
| Panamá         | 1 | 4 | 0.200 | 4   |    |    |

     – Jugarán la final del Campeonato Mundial.
     – Jugarán por el 3.º Puesto.

## Tercer lugar
| Equipo       | 1 | 2 | 3 | 4 | 5 | 6 | 7 | 8 | 9 | C  | H  | E |
| ------------ | - | - | - | - | - | - | - | - | - | -- | -- | - |
| China Taipéi | 2 | 0 | 0 | 0 | 0 | 0 | 1 | x | x | 3  | 6  | 5 |
| Venezuela    | 0 | 0 | 0 | 5 | 1 | 1 | 6 | x | x | 13 | 15 | 2 |

LG: Ortega Ángel  LP: Chao-Ching Wang  

Umpires: HP: 
Asistencia: 
Duración:

## Final
| Equipo         | 1 | 2 | 3 | 4 | 5 | 6 | 7 | 8 | 9 | C | H | E |
| -------------- | - | - | - | - | - | - | - | - | - | - | - | - |
| Cuba           | 1 | 0 | 0 | 0 | 0 | 2 | 0 | 3 | 0 | 6 | 8 | 0 |
| Estados Unidos | 2 | 0 | 0 | 0 | 1 | 0 | 0 | 0 | 0 | 3 | 7 | 1 |

LG: Adrian Morejón  LP: Hunter Greene  

Umpires: HP: 
Asistencia: 
Duración:

## Posiciones finales
| Pos | Equipo          |
| --- | --------------- |
|     | Cuba            |
|     | Estados Unidos  |
|     | Venezuela       |
| 4   | China Taipéi    |
| 5   | México          |
| 6   | Panamá          |
| 7   | Japón           |
| 8   | Brasil          |
| 9   | Alemania        |
| 10  | Australia       |
| 11  | Argentina       |
| 12  | Italia          |
| 13  | República Checa |
| 14  | WBSC            |
| 15  | Nueva Zelanda   |
| 16  | Sudáfrica       |
| 17  | Hong Kong       |
| 18  | Lituania        |